# Gerorisuto
Gerorisuto (ゲロリスト?) è un cortometraggio sperimentale del 1986 scritto e diretto da Shozin Fukui. La storia è incentrata su una donna che vaga nella metropolitana di Tokyo e che sembra essere posseduta.

## Distribuzione
Sebbene realizzato nel 1986, Gerorisuto non venne ufficialmente distribuito in Giappone prima degli anni Novanta.
Negli Stati Uniti la Unearthed Films lo stampò in DVD assieme a Rubber's Lover nel 2004. Questa confezione è andata tuttavia fuori stampa.